# No Money
No Money é uma canção do duo sueco de música eletrônica Galantis. Foi lançada em 1º de abril de 2016. A música possui vocais não creditados de Reece Bullimore, filho de Andrew Bullimore da banda Beatbullyz.

## Faixas
| Digital download |            |         |  |
| N.º              | Título     | Duração |  |
| 1.               | "No Money" | 3:09    |  |

## Desempenho nas paradas
| Parada (2016)                                     | Melhor posição |
| ------------------------------------------------- | -------------- |
| Austrália (ARIA)                                  | 11             |
| Áustria (Ö3 Austria Top 75)                       | 36             |
| Dinamarca (Tracklisten)                           | 37             |
| Finlândia (Suomen virallinen lista)               | 6              |
| O campo songid é OBRIGATÓRIO PARA PARADA ALEMÃ    | 26             |
| Irlanda (IRMA)                                    | 7              |
| Itália (FIMI)                                     | 57             |
| Países Baixos (Single Top 100)                    | 25             |
| Nova Zelândia (Recorded Music NZ)                 | 33             |
| Noruega (VG-lista)                                | 1              |
| Polónia (Polish Airplay Top 100)                  | 54             |
| Escócia (Scottish Singles Chart)                  | 9              |
| Suécia (Sverigetopplistan)                        | 4              |
| Suíça (Schweizer Hitparade)                       | 46             |
| Reino Unido (UK Dance Chart)                      | 3              |
| Reino Unido (UK Singles Chart)                    | 6              |
| Estados Unidos (Billboard Dance/Electronic Songs) | 13             |